# Giulia Moi
Giulia Moi (ur. 24 maja 1971 w Cagliari) – włoska biolog i polityk, posłanka do Parlamentu Europejskiego VIII kadencji.

## Życiorys
Ukończyła biologię na Uniwersytecie w Cagliari, doktoryzowała się w King’s College London. Zawodowo jako badaczka związana z branżą farmaceutyczną.
W 2010 kandydowała w wyborach do rady prowincji z listy jednego z małych ugrupowań chadeckich. Później zaangażowała się w działalność polityczną w ramach Ruchu Pięciu Gwiazd. W 2014 została kandydatką tego ugrupowania w wyborach europejskich, uzyskując mandat eurodeputowanej. Kontrowersje wzbudził publikowany przez nią życiorys, w którym podawała, że rzekomo odkryła cząstkę skuteczną w leczeniu m.in. białaczki, co nie zostało wiarygodnie potwierdzone. W 2018 została wykluczona z Ruchu Pięciu Gwiazd.